# Blousson-Sérian
Blousson-Sérian ist eine französische Gemeinde mit 34 Einwohnern (Stand 1. Januar 2022) im Département Gers in der Region Okzitanien (vor 2016: Midi-Pyrénées). Sie gehört zum Arrondissement Mirande und zum Kanton Pardiac-Rivière-Basse. Die Einwohner werden Blousson-Sérianais und Blousson-Sérianaises genannt.

## Geographie
Blousson-Sérian liegt circa 19 Kilometer südwestlich von Mirande in der historischen Provinz Armagnac am südlichen Rand des Départements.
Umgeben wird Blousson-Sérian von den sechs Nachbargemeinden:
|                    | Ricourt                                     | Monlezun |
| Sembouès           | Kompassrose, die auf Nachbargemeinden zeigt | Troncens |
| Cazaux-Villecomtal | Malabat                                     |          |

Blousson-Sérian liegt im Einzugsgebiet des Flusses Adour. Der Laüs, ein Nebenfluss des Bouès, durchquert das Gebiet der Gemeinde.

## Geschichte
Im Jahr 1822 wurden die Gemeinden Blousson und Sérian zusammengeschlossen. Die Gemeinde trägt seitdem den Namen Blousson-Sérian.

## Einwohnerentwicklung
Nach Beginn der Aufzeichnungen stieg die Einwohnerzahl bis zur Mitte des 19. Jahrhunderts auf einen Höchststand von rund 250. In der Folgezeit sank die Größe der Gemeinde bei zwischenzeitlichen Erholungsphasen bis heute.
| Jahr                       | 1962 | 1968 | 1975 | 1982 | 1990 | 1999 | 2006 | 2011 | 2020 |
| Einwohner                  | 94   | 70   | 63   | 58   | 59   | 50   | 68   | 48   | 39   |
| Quellen: Cassini und INSEE |      |      |      |      |      |      |      |      |      |

## Sehenswürdigkeiten
- Himmelfahrts-Kirche (Église de l’Assomption) in Blousson. Sie birgt zwei Ausstattungsgegenstände, die seit dem 20. Januar 2004 als Monument historique eingeschrieben sind:
  - ein Schrank aus Eichen- und Nussbaumholz zum Verschluss des Taufbeckens aus dem 18. Jahrhundert und
  - ein Weihwasserbecken aus Marmor aus der zweiten Hälfte des 18. Jahrhunderts.[4][5]
- Kirche Saint-Michel in Sérian

## Wirtschaft und Infrastruktur

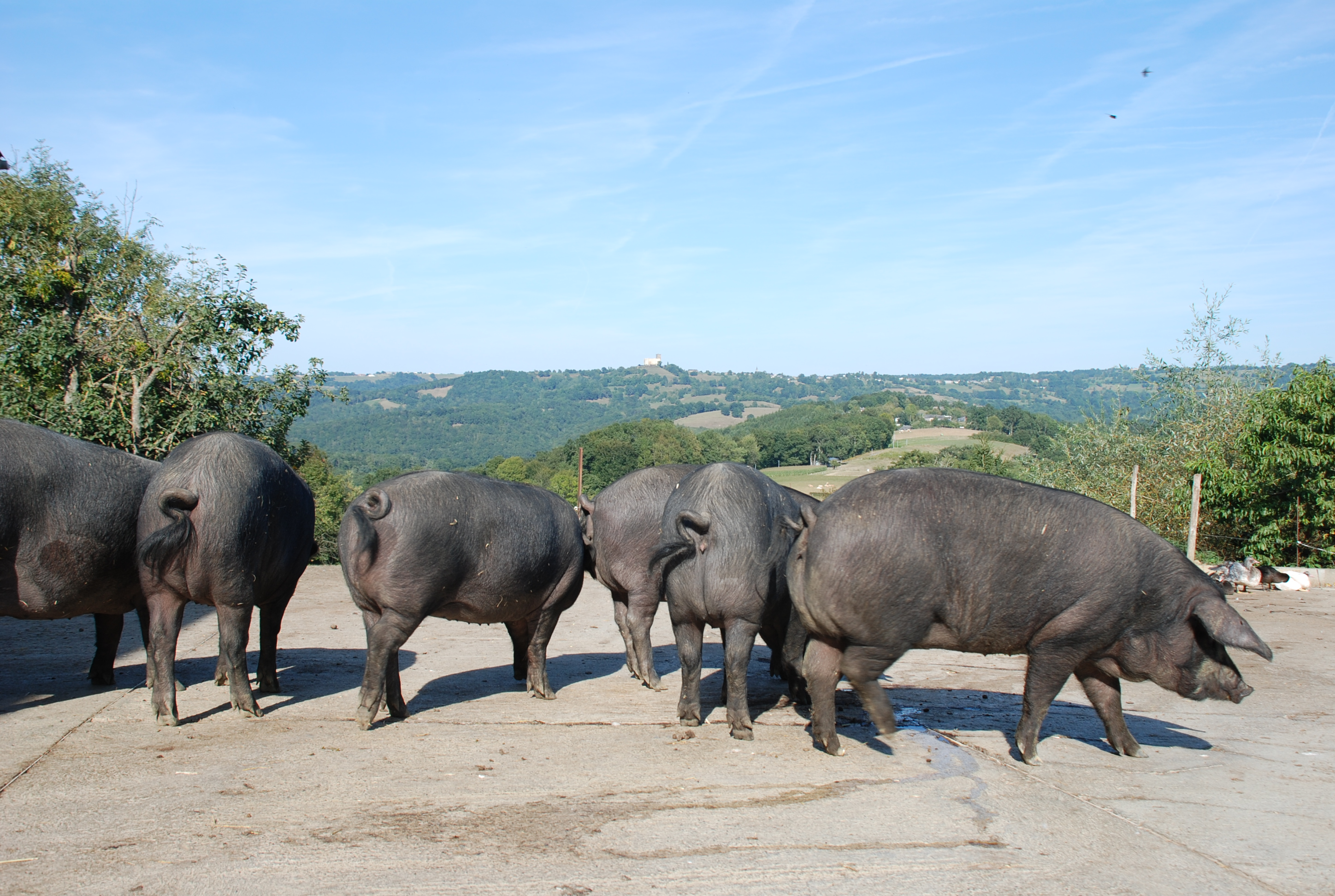
Porcs Noirs de Bigorre

Blousson-Sérian liegt in den Zonen AOC der Schweinerasse Porc noir de Bigorre und des Schinkens Jambon noir de Bigorre.

### Verkehr
Blousson-Sérian wird von der Route départementale 224 durchquert.